# Gérard du Cher
 (août 2023).
Améliorez-le ou discutez des points à vérifier. 
Gérard du Cher (Geralt de Char en occitan) fut évêque de Limoges de 1142 à sa mort le 7 octobre 1177.

## Biographie
De petite noblesse, il succède à son oncle, Eustorge de Scorailles, cinq ans après la mort de ce dernier, choisi par le chapitre de la cathédrale. Certains historiens et généalogistes estiment qu'il appartient à la famille de La Roche-Aymon.

### Carrière ecclésiastique
En 1158, il fonde un hôpital à Limoges qu'il place sous le vocable de saint Géraud d'Aurillac. La même année il fit la translation des reliques de Loup de Limoges. En 1167, il ouvre le procès en canonisation d'Étienne de Muret, fondateur de l'ordre de Grandmont, qui sera reconnu saint en 1189 par Clément III.